# Državna cesta D106
D106 je državna cesta na Hrvaškem s skupno dolžino 73,8 km.
Cesta se začne pri trajektnem pristanišču Žigljen in vodi prek otoka Paga ter paškega mostu do Posedarja, kjer se priključi na jadransko avtocesto A1.
Poteka skozi naselja Novalja, Kolan, Šimuni, Pag, Gorica, Vrčići, Stara vas, Dinjiška, Miškovići, Ražanac, Rtina, Jovići in Posedarje.

## Gostota prometa
Promet redno pregleduje in o njem poroča podjetje Hrvatske ceste (HC), ki je upravljavec ceste. Poleg tega HC poroča o številu vozil, ki uporabljajo trajektno linijo Prizna – Žigljen, ki povezuje D106 z državno cesto D406. Precejšnje razlike med letnim (AADT) in poletnim (ASDT) obsegom prometa so posledica dejstva, da cesta povezuje številna letovišča s hrvaškim avtocestnim omrežjem.